# Tom Skinner
Pour les articles homonymes, voir Skinner.

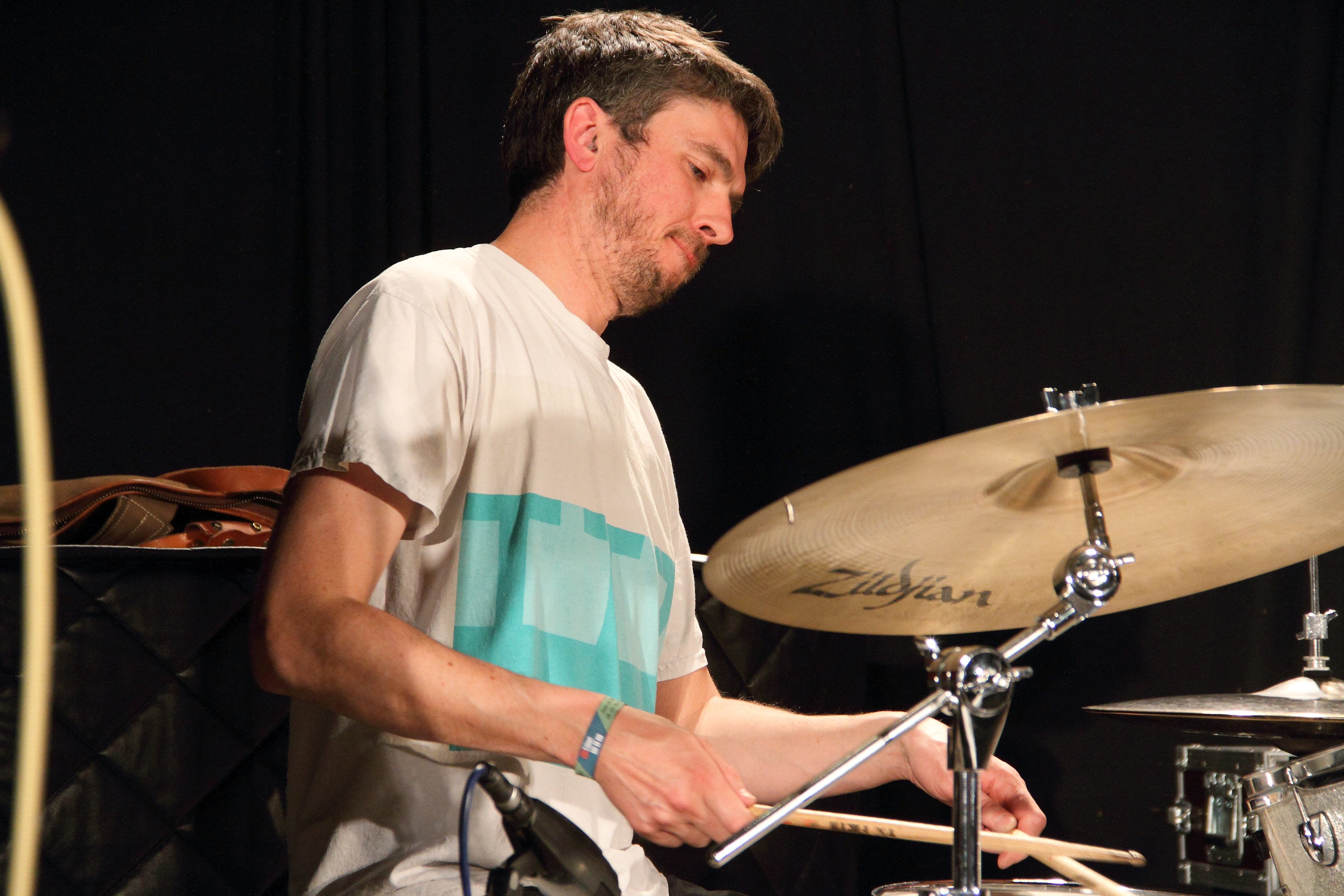
Avec Sons of Kemet autour du saxophoniste Shabaka Hutchings au INNône Jazz Festival 2018

Tom Skinner (né le 26 janvier 1980 à Londres) est un batteur britannique de jazz et de pop-rock. 

## Biographie
Skinner a commencé à jouer de la batterie à l'âge de neuf ans et a suivi des ateliers au Weekend Arts College de Londres entre 1993 et 1996. En 1998, il devient membre des Tomorrow's Warriors de Gary Crosby, où il passe quatre ans à collaborer avec Soweto Kinch, Dave Okumu, Andrew McCormac et Tom Herbert et à se produire au Jazz Café de Londres.
Toujours en 1998, il devient membre du Denys Baptiste Quartet, avec qui il enregistre deux albums. Il a également travaillé avec les quatuors Byron Wallen, Ingrid Laubrock et Martin Speake, avec le chanteur Cleveland Watkiss, le groupe de hip hop Task Force, avec Jean Toussaint, Stanley Turrentine, Branford Marsalis, Duško Gojković et le joueur africain de mbira Chartwell Dutiro. Il est membre du quatuor Sons of Kemet depuis sa formation en 2011 (Black to the Future, 2021).
Skinner co-dirige le groupe Jade Fox avec Dave Okumu et Tom Herbert, et est membre du F-ire Collective et du groupe Indigo de Byron Wallen. En 2021, il devient membre fondateur de The Smile, qui comprend également les musiciens de Radiohead Thom Yorke et Jonny Greenwood ; ils ont fait leur première apparition live ensemble en mai 2021 au festival de Glastonbury. Leur premier album A Light for Attracting Attention, produit par Nigel Godrich, sort le 13 mai 2022.
Il travaille également en solo sous le nom de Hello Skinny

## Discographie

### Albums studio
Hello Skinny
- 2012 - Hello Skinny (Slowfoot Records)
- 2013 - Revolutions (Ep) (Slowfoot Records)
- 2013 - So Hot (HS Records)
- 2017 - Watermelon Sun (Brownswood Recordings)

Tom Skinner
- 2022 - Voices of Bishara (Nonesuch Records / International Anthem Recording)